# Waldemar Zveiter
Waldemar Zveiter (Brazópolis, 8 de julho de 1932 – 3 de agosto de 2024) foi um advogado e magistrado brasileiro. Foi ministro do Superior Tribunal de Justiça do Brasil de 1989 a 2001.
Era pai do desembargador do Tribunal de Justiça do Rio de Janeiro Luiz Zveiter e do deputado federal Sergio Zveiter.

## Carreira
Waldemar Zveiter fundou em 1957 o Escritório de Advocacia Waldemar Zveiter, após formar-se em direito pela Universidade Federal Fluminense. Exerceu a advocacia por cerca de vinte e cinco anos, ininterruptos.
Waldemar Zveiter presidiu a Ordem dos Advogados do Brasil, no Rio de Janeiro, em dois biênios e também chegou a pertencer ao Conselho Federal dessa mesma entidade, e ao Conselho Superior do Instituto dos Advogados do Brasil.
Foi eleito pelo Tribunal de Justiça do Estado do Rio de Janeiro para compor o Tribunal Regional Eleitoral como representante da OAB, tendo sido reeleito para o segundo biênio. Posteriormente foi nomeado Desembargador do Tribunal de Justiça do Estado do Rio de Janeiro no quinto reservado à membros oriundos da OAB que são encaminhados em lista tríplice para o governador.
Após sete anos como desembargador, foi nomeado pelo Presidente da República, José Sarney, para ser ministro do Superior Tribunal de Justiça, em dezoito de maio de 1989, permanecendo lá até 2001, tempo em que foi, concomitantemente, Ministro do Tribunal Superior Eleitoral e membro do Conselho da Justiça Federal.
Retornou ao Escritório que fundou nos idos de 1957, que durante sua ausência foi administrado pelos seus filhos Luiz Zveiter (que assumiu o escritório em 1980 e ficou até 1995, quando virou desembargador) e Sergio Zveiter [que, com o retorno do pai ao escritório, assumiu a função secretário de Justiça e Direitos do Cidadão (2003-2004) e secretário de Defesa do Consumidor (2004-2006)] reassumindo sua titularidade, à frente do Escritório de Advocacia Zveiter.
É autor de vários trabalhos e ensaios jurídicos na área do direito, sobre diversos temas.

## Principais Atividades Exercidas

### Magistratura
- Desembargador do Tribunal de Justiça do Estado do Rio de Janeiro, 1983.
- Presidente da Sétima Câmara Cível do TJ/RJ.
- Membro do Conselho da Magistratura - Biênio 1987/1988 - Tribunal de Justiça do Estado do Rio de Janeiro.
- Membro Suplente da Comissão de Concurso para ingresso na Magistratura do Tribunal de Justiça do Estado do Rio de Janeiro.
- Membro Jurista do Tribunal Regional Eleitoral do Estado do Rio de Janeiro. Nomeado em 1980, reconduzido em 1982.
- Ministro do Superior Tribunal de Justiça, a partir de 18/5/1989.
- Exonerado, a pedido, do cargo de Ministro do STJ, a partir de 16/3/2001.

### Outras atividades
- Presidente da Ordem dos Advogados do Brasil - Secção Rio de Janeiro - Biênios 1973/1975 e 1975/1976.
- Presidente do Tribunal de Ética Profissional da Ordem dos Advogados do Brasil - Estado do Rio de Janeiro - Período 1969/1971 - Reeleito para o Biênio 1971/1973.
- Membro do Conselho Seccional da Ordem dos Advogados do Rio de Janeiro - Períodos 1969/1971 e 1971/1973.
- Membro Efetivo do Instituto dos Advogados do Rio de Janeiro.
- Membro do Conselho Federal da OAB - Biênio 1977/1979 - Reeleito para os Biênios 1979/1980 e 1981/1983.
- Membro da Banca Examinadora do Concurso Jurídico Nelson Fonseca - OAB/RJ.
- Presidente da Segunda Comissão da Conferência Nacional da OAB, nos anos de 1978, 1980 e 1981.
- Procurador - Geral da Prefeitura Municipal de Niterói em 1965.
- Membro da Comissão Examinadora de Trabalhos Jurídicos de Estudantes do Conselho Federal da OAB. Prêmio - Visconde de São Leopoldo - 1978.
- Membro das Comissões de Publicação e Finanças da Conferência Nacional da OAB, 1980/1982.
- Membro do Conselho Superior do Instituto dos Advogados Brasileiros.
- Membro Efetivo do Instituto dos Advogados Brasileiros.
- Consultor Jurídico das Empresas: TV Globo; Wrobel Construtora S/A; Bloch Editores S/A; Gaunauto Veículo S/A (Niterói) e TV Manchete Ltda.
- Presidente da Confederação da Maçonaria Simbólica do Brasil - 1979/1981.
- Grão - Mestre da Grande Loja Maçônica do novo Estado do Rio de Janeiro - Triênio 1977/1980.
- Grão - Mestre da Grande Loja Maçônica do extinto Estado do Rio de Janeiro - Período 1968/1971.
- Grão - Mestre da Grande Loja Maçônica do Estado do Rio de Janeiro - Período 2005/2009 e 2009/2014.

### Livros
- O Judiciário e a Constituição - Editora Saraiva - Em colaboração, 1994.
- Maçonaria e Ação Política - Editora Mandarino, 1993.
- O Direito na Década de 1990 - Novos Aspectos - Estudos em Homenagem ao Professor Amoldo Wald - Editora Revista dos Tribunais - Em colaboração, 1990.
- A Toga e a Lira II - Coletânea Poética - IMB, 1989.
- A Toga e a Lira - Coletânea Poética - Editora Record, 1985.
- Prisma e Ótica - Poesia - Editora PLG - Comunicação, 1980.

## Condecorações, Títulos, Medalhas
- Cidadão Itaperunense - Concedido pela Câmara Municipal de Itaperuna - RJ, 10/5/1993.
- Comenda da Inconfidência, nos Graus Medalha de Honra e Grande Medalha - Promoção - Conferida pelo Governo do Estado de Minas Gerais em 21 de abril de 1992.
- Medalha da Ordem do Mérito Legislativo Municipal - Conferida pela Câmara Municipal de Belo Horizonte, 20/12/1990.
- Colar do Mérito Judiciário - Conferido pelo Tribunal de Justiça do Rio de Janeiro - 1988.
- Cidadão Niteroiense - Concedido pela Câmara Municipal de Niterói, 29/9/1979.
- Colar do Mérito Judiciário - Conferido pelo Egrégio Tribunal de Justiça do Rio de Janeiro, 1975.
- Mérito Judiciário Conselheiro Coelho Rodrigues – Concedido pela Associação dos Magistrados do Piauí.
- Ordem do Mérito do Estado do Rio de Janeiro.
- Comenda do Mérito Jurídico Oswaldo Vergara - conferida pela Ordem dos Advogados do Brasil - Secção do Rio Grande do Sul.
- Medalha Primeiro Encontro de Presidentes de Tribunais Eleitorais - Conferida pela Justiça Eleitoral do Antigo Estado do Rio de Janeiro.
- Diploma e Medalha do Sesquicentenário da Independência do Brasil - Conferidos pelo Ministério do Exército.
- Medalha e Diploma Centenário de Alberto Santos Dumont - Conferidos pelo Ministério da Aeronáutica.
- Cidadão do Estado do Rio de Janeiro - Concedido pela Assembleia Legislativa do Rio de Janeiro.
- Cidadão Honorário de Niterói.
- Cidadão Honorário de Campos - Conferido pela Municipalidade de Campos – RJ.
- Cidadão Macaense - Concedido pela Câmara Municipal de Macaé.
- Membro Honorário da Grande Loja Maçônica da Argentina.
- Membro Honorário da Grande Loja Maçônica do Uruguai.
- Cidadão Carioca - Conferido pela Câmara Municipal do Rio de Janeiro